# Devin Enterprises
Devin Enterprises fue un fabricante de automóviles estadounidense operativo desde 1955 hasta 1964. Era conocido principalmente por producir carrocerías de fibra de vidrio de alta calidad que se vendían como kits, pero también producía accesorios para automóviles y automóviles completos. La empresa fue fundada por Bill Devin. 
Los activos y la propiedad intelectual de Devin Enterprises fueron adquiridos por Devin Sports Cars LLC de Glendale California USA, fundada en 2001. : 64  Estos activos y propiedades intelectuales serían adquiridos por segunda vez en 2019 por Devin Sports Cars, LLC de Abington, Pensilvania, EE. UU. 

## Los Devin Panhard

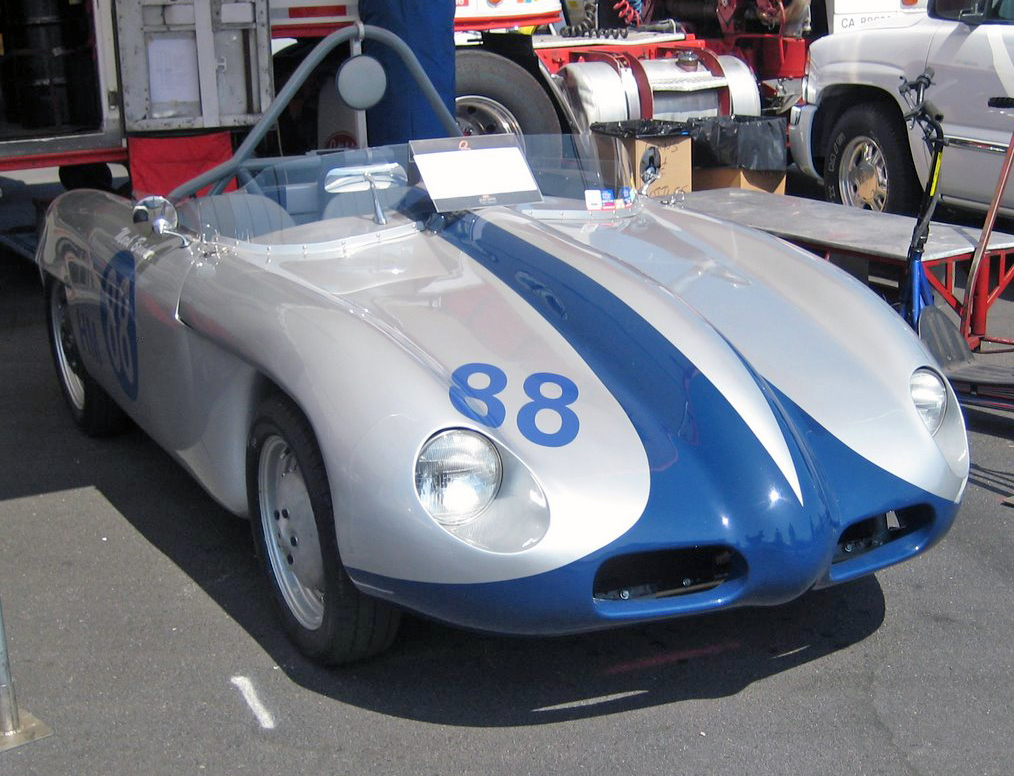
Devin Panhard

Cuando Bill Devin vendió su cupé Ferrari 250 MM a un comprador en Míchigan en 1954, recibió un Deutsch-Bonnet Le Mans de 1953 como pago parcial. También compró las existencias de un distribuidor de Panhard en California, comprando diez chasis con motor pero sin carrocería. : 61 
Devin diseñó su propio bastidor para un coche de carreras personalizado, que utilizaba el motor y el transeje de tracción delantera de los Panhard. La distancia entre ejes de este chasis era de 84 pulgadas (2134 mm). También consiguió un molde de la carrocería del DB Le Mans, al que le introdujo algunos cambios, y comenzó a producir carrocerías personalizadas para su nuevo automóvil. Esta fue su primera experiencia trabajando con fibra de vidrio. 
Con la ayuda de piloto de motos de Norton, Don Evans, adaptó las camisas de los cilindros, las culatas y los pistones de la motocicleta Norton Manx para el motor de dos cilindros bóxer de Panhard, adaptando el cárter, los soportes del cigüeñal y las bielas de los pistones. : 62  Luego fabricó un colector personalizado que aceptaba carburadores Weber de doble cuerpo. Todas estas mejoras no afectaron a la cilindrada del motor, manteniendo el diámetro de 79.5 mm y la carrera de 75 mm sin cambios, para un desplazamiento total de 745 cc. 
Lo que hizo único al motor fue el método que Devin usó para accionar las válvulas. Abandonó el sistema OHV de la varilla de empuje de Panhard y contactó con la compañía LH Gilmer sobre el uso de sus correas dentadas para impulsar las levas en cabeza de los cilindros del motor de la motocicleta Norton Manx. El desarrollo de correas dentadas sincrónicas fue iniciado por la compañía Gilmer alrededor de 1940. Su aplicación principal había sido como medio de transmisión de potencia en las fábricas textiles. Este diseño se convirtió en el primer motor de explosión en utilizar correas dentadas como correas de distribución. Devin no solicitó una patente sobre esta innovación. : 62 
El Devin-Panhard entró en producción en 1955, con opciones de motor que incluían variantes OHV, SOHC y DOHC de 750 cc y más tarde de 850 cc. Otra versión del motor ampliado hasta 1100 cc, utilizadba una sobrealimentación MAG,

## Carrocerías y kits
En sus primeros anuncios, Devin Enterprises citaba su dirección postal en el PO Box 357, de Fontana, California. Más tarde se utilizó como dirección el 44500 de Sierra Highway, Lancaster, California y más adelante el 10156 Rush, South El Monte (California), antes de trasladar sus instalaciones a su ubicación más conocida, en el 9800 E. de Rush Street, El Monte, California. 
Después de adquirir experiencia en la fabricación de carrocerías completas de fibra de vidrio con los Devin-Panhard, Devin Enterprises se expandió a la producción de carrocerías de fibra de vidrio para ser vendidas a constructores de automóviles especiales personalizados y únicos. La producción comenzó en 1956. 
El primer diseño que Devin produjo fue una atractiva carrocería de estilo roadster. 

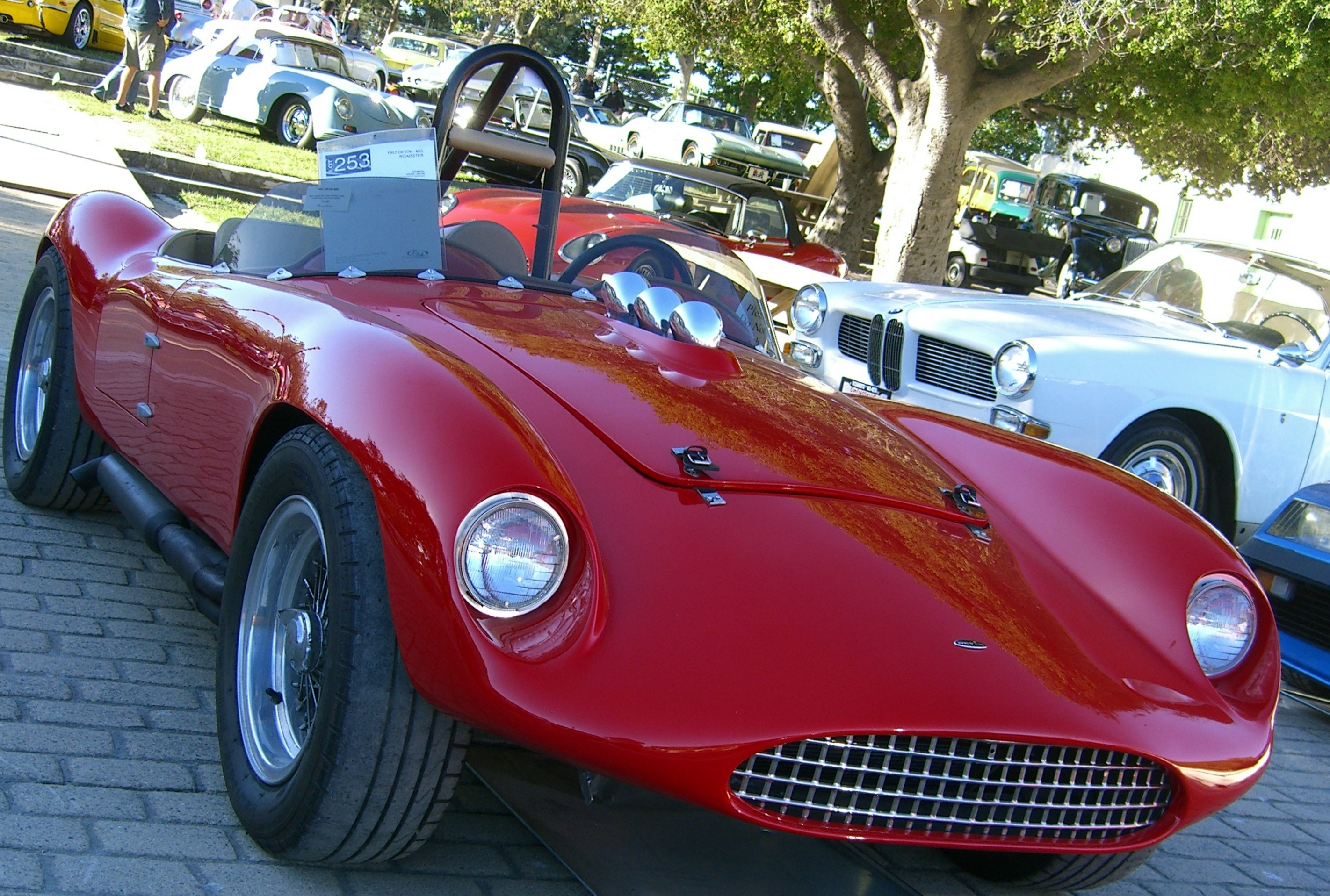
1957 Devin MG con un motor Chevrolet V8

Comúnmente se afirma que los primeros modelos de Devin se desarrollaron a partir de un molde tomado de un Ermini 375 Sport 1100 con carrocería de aluminio, diseñado por el carrocero italiano Scaglietti. El automóvil era el número de serie 1255, y era propiedad de James Orr, un amigo de Bill Devin que había pilotado el segundo Devin-Panhard producido. La carrocería del Ermini se parecía mucho al diseño que Scaglietti había hecho para el Ferrari 750 Monza, bastante más grande. Algunos de los primeros textos publicitarios de Devin se refieren a estas carrocerías como Devin Monza. Ampliamente publicitadas, se vendían a un precio de 295 dólares, por lo que a veces también se conocen como carrocerías '295'. 
Además de la forma atractiva y el precio razonable, dos cosas distinguieron a las carrocerías de Devin de su competencia. Una era la amplia gama de tamaños disponibles. El molde no era una forma simple de una pieza, sino que se disponía de un conjunto de 50 moldes de diferentes tamaños de secciones individuales de la carrocería, que podían ensamblarse de varias maneras para crear uno de los 27 tamaños posibles de las carrocerías de fibra de vidrio a la medida de un cliente. Esto permitió a la compañía producir carrocerías Devin claramente reconocibles, capaces de adaptarse a una amplia variedad de chasis, desde el pequeño Crosley, pasando por los MG, Triumph y Healy británicos, hasta algunos bastidores de automóviles estadounidenses. 
La otra característica que hizo populares las carrocerías de Devin fue la alta calidad del acabado. Se usaba tela de fibra de vidrio para la capa externa de la carrocería, en lugar de la estera de vidrio más gruesa que a menudo usaban otros fabricantes. Esto se traducía en un acabado superficial muy liso. La calidad del acabado en los bordes de los paneles y en las grandes superficies planas, solía ser mucho mejor que la de los productos de la competencia. 
Más adelante, se inició la venta de kits, que incluían un bastidor reticulado diseñado por Devin como una opción más de la carrocería. 
Devin se convirtió rápidamente en el fabricante de carrocerías de fibra de vidrio para transformar automóviles de serie más grande y exitoso del mundo. Entre las ventas directas y los distribuidores, las carrocerías Devin se entregaron en toda América, así como en Europa, Sudáfrica y Arabia Saudita. 

### Especiales conocidos
La amplia gama de tamaños en los que se fabricaban las carrocerías de Devin permitió su uso en un espectro muy amplio de automóviles. Los Alfa, MG, Triumph y Healy carrozados de nuevo eran bastante comunes, así como los especiales construidos a partir de una gran variedad de componentes estadounidenses. Las carrocerías de Devin también se instalaron en modelos de Volkswagen, Porsche y Renault con motor trasero, así como en el Panhard Dyna de tracción delantera (distinto de los Devin-Panhard). Muchos de ellos se convirtieron en coches de competición exitosos. Otros se hicieron conocidos por su constructor o por su propietario. A continuación figura una selección de estos modelos especiales. 

#### Ak Miller Especiales
Akton (Ak) Miller fue un piloto de carreras, que llegaría a ser vicepresidente de la NHRA. Construyó una serie de cinco o seis especiales Miller-Devin propulsados por distintos tipos de motores. Tres de sus coches corrieron en la Subida a la Colina de Pikes Peak. : 135–136 
Miller construyó su primer especial con carrocería Devin en 1958 para la Subida a la Colina de Pikes Peak. Diseñado para correr en la clase de automóviles deportivos que se había anunciado el año anterior, el coche resultó nombrado Especial de la Revista Hot Rod. : 135  Miller fabricó un bastidor de tubo de acero personalizado que utilizaba una suspensión delantera de resortes helicoidales de un Chevrolet de 1956 y un eje trasero Ford con un diferencial de cambio rápido Halibrand. La suspensión utilizaba barras de torsión. El motor era un Chevrolet de bloque pequeño ampliado a 340 pulgadas cúbicas (5572 cm³), equipado con una inyección Hilborn. La transmisión manual de 4 velocidades era de un Corvette. El automóvil una vez terminado pesaba 1800 libras (816 kg). El Miller Devin-Chevy sería el vencedor de su categoría en Pikes Peak aquel año. 
Al año siguiente, Miller construyó un automóvil completamente nuevo, con otra carrocería Devin. Se utilizó un nuevo chasis reticulado de tubo de acero, con la suspensión delantera de un Chevrolet de 1953. Los frenos provenían de un Lincoln de 1952 y el sistema de dirección de un Ford de 1937. Este automóvil también se conoció como el Miller-Hanson Special, en referencia a George Hanson, quien había adelantado los 1800 dólares necesarios para construirlo. Su motor era el de un Oldsmobile, modificado para alcanzar 420 pulgadas cúbicas (6883 cm³), equipado con cuatro carburadores Rochester montados en un colector de admisión utilizado en un dragster. La transmisión era la misma que la utilizada en el Miller-Chevy. El peso total del automóvil era de 2100 libras (953 kg). En la Subida de Pikes Peak, sufrió problemas con el motor, pero aun así ganó su clase. Al año siguiente, Miller solo logró el cuarto puesto, pero cuando el automóvil volvió a Pikes Peak en 1961, volvió a ganar. 
El tercer especial de Miller fue construido en 1962. Ford se dirigió a Miller y le facilitó el uso de un motor V8 406 FE de fábrica. El automóvil volvió a ganar en Pikes Peak ese año. Al año siguiente también volvería a ganar, esta vez con un motor Ford 427. En 1964, el automóvil pasó a llamarse Cobra Kit Special, y utilizaba un motor 289 CID. No ganó ese año, pero volvió al círculo de ganadores en 1965. En 1966, el motor volvió a ser un Ford 427 y esta sería la última victoria de Miller en la clase de automóviles deportivos en Pikes Peak. Al año siguiente, se suspendió la clase.

#### Especial Dean Moonbeam
Dean Moon, corredor en lagos secos y fundador de MOON Speed Equipment, construyó un especial con carrocería Devin (llamado Moonbeam) en sociedad con el presidente de la NHRA, Wally Parks. El automóvil estaba destinado a ser el primero de una serie de coches optimizados para carreras en línea recta en las pistas de dragsters y en las salinas de Bonneville. Harley Klentz fabricó un bastidor tipo caja con tubos de acero. El chasis tenía un ancho de vía de 50 pulgadas (1270 mm) y una distancia entre ejes nominal de 100 pulgadas (2540 mm), pero la distancia entre ejes se podía ajustar hasta 4 pulgadas (102 mm). Los ejes delantero y trasero eran sólidos, y el delantero era una unidad de viga en I de un Ford y el trasero también era de origen Ford, pero con un sistema de cambio rápido Halibrand. La suspensión utilizaba amortiguadores con muelles helicoidales Monroe y los ejes se ubicaron mediante brazos de arrastre y un enlace de Watt. Los frenos eran Mercury-Bendix y las ruedas Halibrand de magnesio. El primer motor utilizado fue un Chevrolet V8 de bloque pequeño de 303 pulgadas cúbicas (4965 cm³) con un sobrealimentador tipo Roots GMC 4-71 que soplaba a través de un colector de admisión Potvin y una inyección de combustible Hilborn. Cuando este motor no funcionó como se esperaba, fue reemplazado por un Chevrolet de 291 pulgadas cúbicas (4769 cm³). 
El Moonbeam estableció distintas marcas en las pistas de Pomona, Henderson (Nevada), Riverside (un cuarto y media milla) y en San Gabriel, y también obtubo el título de Modified Sports y el registro 1320 de la American Hot Rod Association.

#### Echidnas
The Echidnas (Los Equidnas) eran tres vehículos especiales con carrocería Devin construidos por Ed Grierson, Bill Larson y John Staver. Se fabricaron sobre bastidores de automóviles Chevrolet de 1956 acortados y estrechados, con un sistema de arriostramientos cruzados personalizado. La suspensión delantera era independiente, utilizando muchas piezas estándar del Chevrolet sedán y del Corvette, incluidos muelles helicoidales, eslabones, brazos en A y, al menos inicialmente, cajas de dirección. La dirección de cremallera y piñón del Morris Minor se adaptó más tarde. Los frenos eran tambores Corvette, y las ruedas también eran elementos estándar del Corvette. La suspensión trasera era un eje vivo de Chevrolet con Positraction, dispuesto originalmente con los resortes de ballesta de fábrica, pero en revisiones posteriores se usaron brazos de arrastre (uno o dos por lado según la versión) y un enlace de Watt. Los primeros motores eran V8 de bloque pequeño de Chevrolet, con una cilindrada de 283 pulgadas cúbicas (4638 cm³) con inyección de combustible Rochester. Un cambio posterior incluyó un motor de 339 pulgadas cúbicas (5555 cm³) en uno de los automóviles. La transmisión era una BorgWarner T-10 manual de 4 velocidades. Un artículo en la edición de mayo de 1960 de la revista Sports Cars Illustrated indicaba que hasta la fecha del artículo, los Echidnas habían logrado ocho primeros puestos absolutos y 17 primeros de su clase, terminando primero, segundo o tercero un total de 19 veces. El mismo artículo informaba de que los diseñadores del Echidna estaban considerando construir un cuarto chasis como banco de pruebas para investigar suspensiones traseras independientes. 

#### Clair Reuter Bandini Devin Crosley
Cliff Reuter ha documentado la historia de un Bandini 750 Siluro que adquirió de la herencia del difunto Clair Reuter. Este automóvil recibió su carrocería Devin cuando el SCCA dejó de permitir que competieran los automóviles con guardabarros exentos. Estos Bandini 750 utilizaban un motor Crosley CIBA SOHC modificado o un Bandini-Crosley más personalizado con una culata Bandini DOHC. 

#### Devin-Porsche de Richard Boone
El actor Richard Boone era dueño de un Porsche Speedster que resultó dañado en un rodaje. En la edición de mayo de 1958 de la revista Motor Trend, el propio actor escribió sobre el automóvil, comentando que Devin realizó su personalización. Se creía que este coche se había perdido en un incendio en la casa de Boone, pero hay alguna evidencia reciente de que sobrevivió.

## Accesorios
Además de las carrocerías y los bastidores, Devin vendió una variedad creciente de accesorios necesarios para completar un automóvil. Algunos de estos artículos fueron desarrollados por Devin Enterprises, como bisagras y cierres. Un anuncio de 1960 enumera un colector de admisión "universal" para el Chevrolet V8, así como una carcasa diferencial de aleación con aletas para una suspensión trasera de Dion. Se comercializó todo tipo de artículos, desde piezas de suspensión, frenos de disco o tambores de frenos de aleación con aletas, hasta volantes con cerco de madera, tapas de llenado abatibles para tanques de combustible o aceite, ruedas de radios de alambre Borrani, calibres personalizados y placas de embrague BID. 

## Devin Junior
Durante varios años a finales de la década de 1950, Devin ofreció lo que describieron como un "Auto deportivo en miniatura con motor de gasolina". El folleto del Devin Junior decía que no era un juguete, sino una réplica a escala de "un famoso roadster deportivo estadounidense". Se ofreció en dos versiones; estándar y de lujo. La versión estándar tenía un precio de 295 dólares, el de una carrocería Devin de tamaño completo. La versión de lujo venía con un parabrisas de plástico semiflexible de seguridad, reposacabezas acolchado y tapicería interior lavable, y se vendió por 319 dólares. Las dos versiones funcionaban con un motor de gasolina de 2 HP (como el motor Continental de cuatro tiempos, un estándar en las carreras de cuartos de milla de categoría mínima). Medía 87 pulgadas (2210 mm) de largo por 36 pulgadas (914 mm) de ancho y 21 pulgadas (533 mm) de alto hasta la parte superior de la capota. El reposacabezas agregó 3 pulgadas (76 mm) a la altura total. La distancia entre ejes era de 49 pulgadas (1245 mm) y las vías delantera y trasera eran de 31 pulgadas (787 mm).

## Devin SuperSport

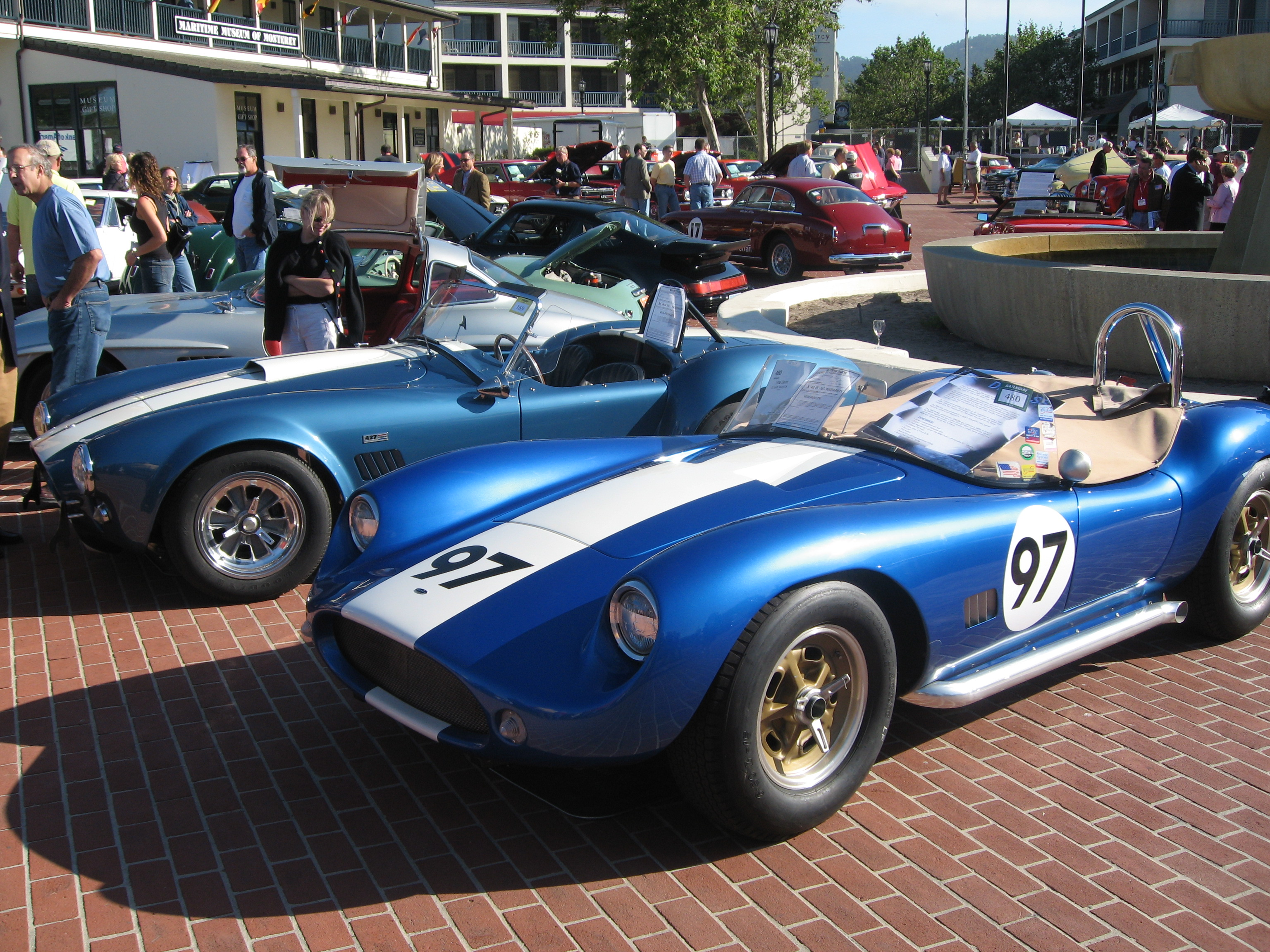
Devin SS (1958)

En 1957, Devin recibió la llamada de dos ingenieros textiles de Belfast, Irlanda del Norte. Noel Hillis era dueño de una compañía de ornamentos textiles llamada Devonshire Engineering, y Malcolm MacGregor trabajaba para Hillis. Eran dos entusiastas de las carreras de coches, que decidieron construir su propio automóvil. Hillis proporcionó el espacio del taller, mientras MacGregor diseñó el chasis. Le escribieron a Devin para preguntarle acerca de cómo construir una carrocería personalizada para su automóvil. Bill Devin estaba lo suficientemente interesado en el proyecto como para volar a Irlanda para conocer el automóvil. En lugar de venderles una carrocería, Devin negoció un acuerdo con los dos ingenieros irlandeses para que el chasis del coche diseñado por MacGregor se utilizara para un nuevo automóvil Devin. 
Devin pidió algunos cambios en el diseño final. Para los elementos principales del chasis, su usarían tubos de 3 plg (76 mm) de diámetro, reemplazando a los tubos de 4 plg (102 mm) del prototipo. Las 92 plg (2337 mm) de distancia entre ejes del modelo de producción fue un compromiso entre las 90 plg (2286 mm) del prototipo y las 94 plg (2388 mm) que Devin había pedido originalmente. Se reubicaron en la parte trasera del automóvil la batería y el generador eléctrico, impulsado por una polea conectada con el diferencial. 
El chasis tipo reticular utilizaba tubo de 2 pulgadas (51 mm) para las subestructuras delantera y trasera. La suspensión delantera era de brazos en A superiores e inferiores de igual longitud. Los primeros brazos tubulares de acero fueron reemplazados por aluminio forjado en las unidades posteriores. En la parte trasera había dos eslabones de arrastre por lado y un eje de Dion con un diferencial Salisbury de 3.73:1 que recibió una cubierta de aluminio con aletas fabricada por Devin. Un amortiguador con muelle helicoidal sobre cabezal Woodhead-Monroe en cada rueda resolvía el conjunto de resorte y amortiguación. Los frenos fueron unos Girling, con discos de 12 pulgadas (305 mm) en la parte delantera y de 11 pulgadas (279 mm) en la parte trasera. Los neumáticos Dunlop se montaron sobre ruedas con radios de alambre con sistema de montaje Dunlop. La dirección utilizaba una unidad de piñón y cremallera BMC con 2.5 vueltas de bloqueo a bloqueo. El interior tenía dos asientos envolventes y estaba tapizado en alfombra. El tablero, diseñado para montar el volante tanto a la derecha como a la izquierda, tenía medidores Stewart-Warner, incluyendo un velocímetro de 200 millas por hora y un tacómetro de 10.000 RPM. 
Devin diseñó una nueva carrocería específicamente para este automóvil. El radiador montado en la parte delantera estaba inclinado hacia adelante, y se decidió prescindir del ventilador del radiador, para permitir una nariz extremadamente baja. Mientras que las primeras carrocerías tenían una parte trasera redondeada, las versiones posteriores tenían una parte trasera elevada y aplanada con espacio para una matrícula. En las unidades posteriores también se ampliaron los nichos de los faros. 
El motor de seis cilindros en línea Jaguar DOHC del prototipo fue reemplazado por un motor Chevrolet de bloque pequeño OHV V8 de 283 plg³ (4638 cm³). En el diseño de Devin, este motor tenía un colector de admisión de baja altura fabricado por Devin y un encendido Spaulding "Flamethrower", y desarrollaba 220 HP (164 kW) de potencia, suministrada a las ruedas traseras a través de una transmisión manual BorgWarner T-10 de 4 velocidades. El resultado fue un coche de 2179 lb (988,4 kg) de peso, capaz de pasar de 0 a 100 km/h en 4.8 segundos y de alcanzar una velocidad máxima de 225 km/h (140 mph). 
El nuevo automóvil se llamó Devin Super Sport, o SS. El chasis se construyó en Irlanda y luego se envió a El Monte, donde se instalaba la carrocería y el tren motor, y se vestía el interior. Lanzado en 1959, el SS inicialmente tenía un precio de 5950 dólares. 
Art Evans se asoció con su padre y Ocee Ritch para hacer de Evans Industries el único distribuidor de los SS. 
Debido a diversos problemas con el chasis irlandés, Devin diseñó en California un chasis denominado estadounidense. El precio de estos automóviles aumentó a 10.000 dólares en el último año de producción. 
Evans Industries finalizó su relación de distribución con Devin en un comunicado de prensa del 9 de marzo de 1960.

## Devin D

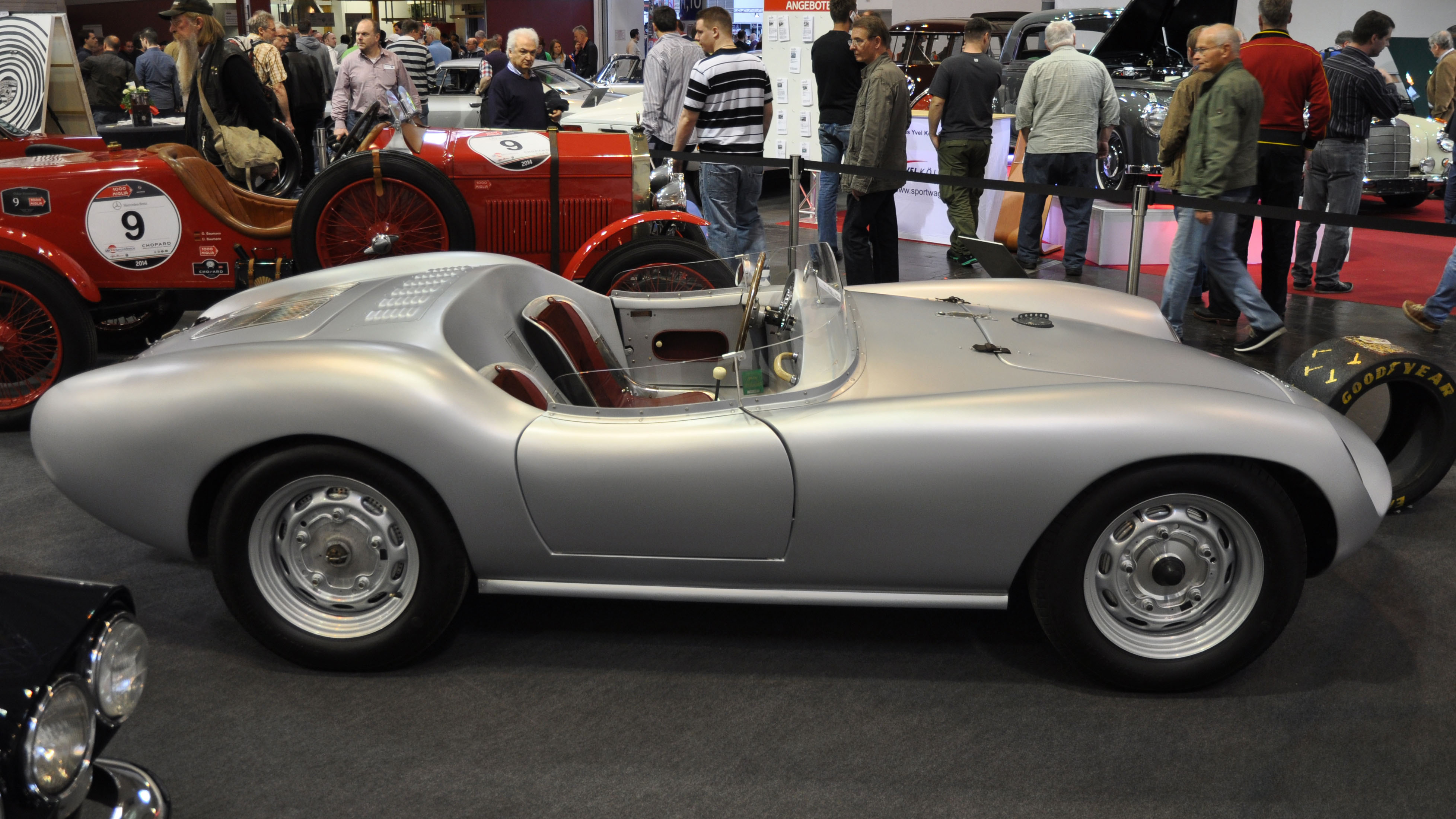
Devin D Porsche (1957)

En 1958, Devin lanzó un nuevo modelo llamado Devin D. Este modelo lucía un nuevo estilo de carrocería, siendo construido sobre un chasis reticular diseñado por Devin con una distancia entre ejes de 2083 milímetros (82 plg). La suspensión delantera con barras de torsión transversales y eslabones de arrastre era de Volkswagen, mientras que se utilizaron amortiguadores con un solo muelle y brazos de arrastre en la parte trasera. El comprador tenía la opción de elegir motores bóxer de cuatro cilindros refrigerados por aire montados en la parte trasera de origen Volkswagen o Porsche. El motor VW tenía 1191 centímetros cúbicos (73 plg³) y desarrollaba 36 caballos (26,8 kW) a 3700 rpm, mientras que el motor Porsche de 1586 centímetros cúbicos (97 plg³) rendía 70 caballos (52,2 kW) a 4500 rpm. El Devin D se podía comprar en forma de kit, con un kit básico de carrocería y bastidor que costaba 895 dólares. Un kit mucho más completo, que incluía un parabrisas de vidrio de seguridad laminado, techo blando plegable, cortinillas laterales, tapicería y asientos envolventes recubiertos de cuero, parachoques cromados y luces de cabeza, cola, estacionamiento y direccionales en funcionamiento, costaba 1495 dólares. Un automóvil llave en mano propulsado por el motor VW costaba 2950 dólares, mientras que uno con motor Porsche costaba 3350. : 64  Se estima que la producción del Devin D totalizó 46 unidades.

## Devin C

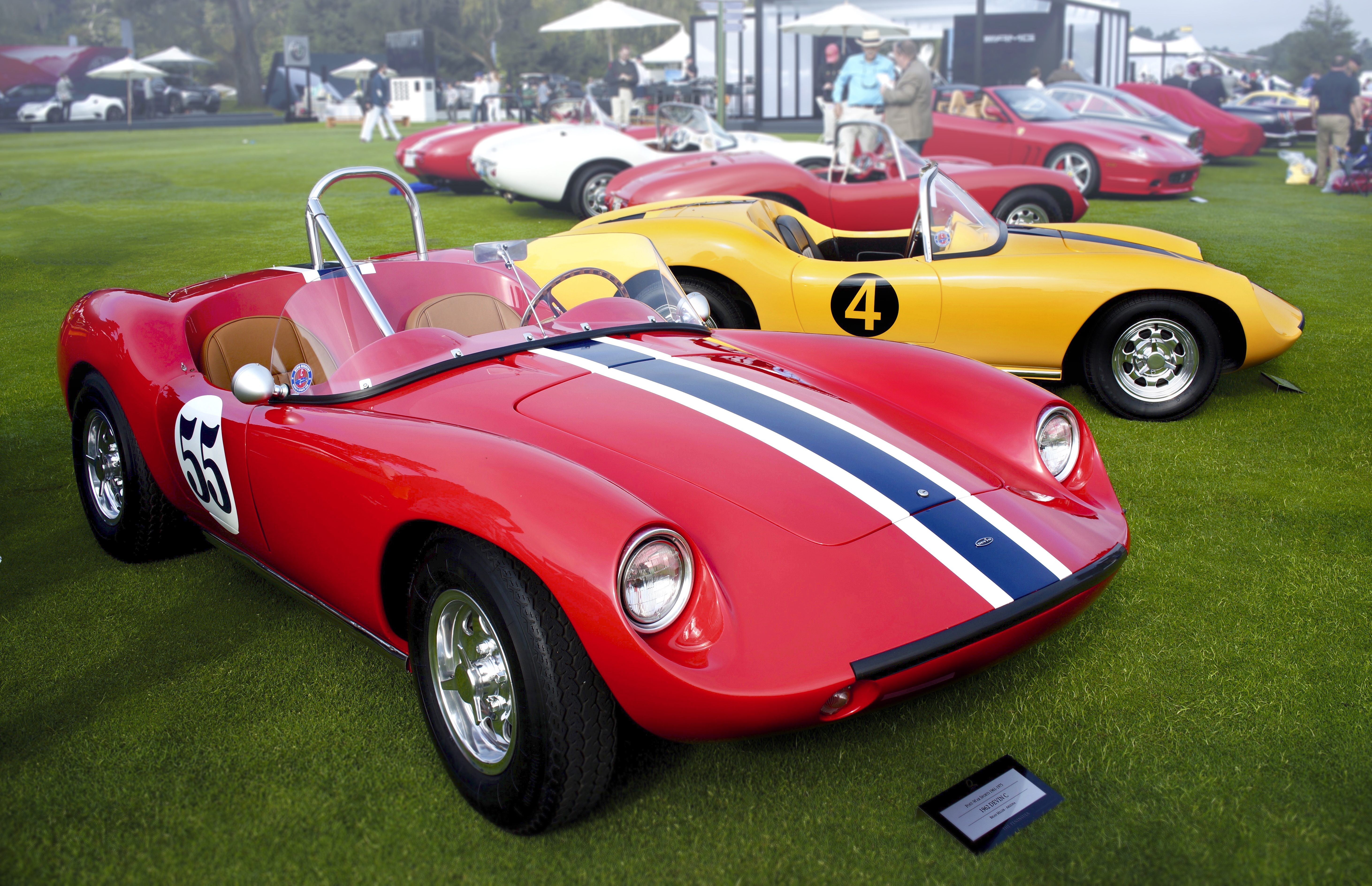
Ocho de los automóviles deportivos originales Devin C se presentaron en The Quail, A Motorsports Gathering en 2017

En 1959, Devin partió de la carrocería del modelo D y revisó el chasis para que pudiera alojar el nuevo motor Chevrolet de seis cilindros horizontalmente opuestos y refrigerado por aire, conocido como "Chevrolet Turbo-Air 6", combinado con el transeje de 4 velocidades como se usaba en el Chevrolet Corvair. La suspensión trasera y los frenos del Corvair también formaron parte del diseño. El automóvil resultante se llamó Devin C. Al igual que el Devin D, se ofreció en forma de kit, con una carrocería pintada ya fijada al bastidor, el parabrisas laminado y las puertas y tapas de la cubierta ya unidas, o como un automóvil completamente construido por Devin Enterprises. El Devin C tenía un precio de 2500 dólares en forma de kit o de 4500 para el automóvil completamente ensamblado.: 64 
El prototipo del Devin C pesaba tan solo 1380 libras (626 kg). Montaba un motor de 2376 centímetros cúbicos (145 plg³) que rendía 80 caballos (59,7 kW) a 4400 rpm y con un par de 128 pies·libra fuerza (173,5 N·m) a 2300 rpm. Poco después de su presentación a la prensa, los mundialmente famosos Hermanos Granatelli acordaron pedir prestado el único Devin C completo durante seis semanas. Se instaló un sobrealimentador centrífugo Paxton con el objetivo de establecer un récord en las Pruebas de Velocidad de Bonneville. El mal tiempo y la falta de fechas impidieron realizar un recorrido oficial, pero se registró una velocidad máxima (no oficial) de más de 165 millas por hora (265,5 km/h). Luego, el automóvil hizo apariciones en varias pruebas de dragsters disputadas en el sur de California (donde batieron varios récords), hasta que fue rechazado por los propietarios de las pistas: pocos competidores querían sentirse avergonzados por el pequeño Devin C sobrealimentado.
Con el sobrealimentador retirado del motor, el piloto de carreras Pete Woods se clasificó para el Gran Premio LA Times-Mirror de octubre de 1961 disputado en la pista internacional de Riverside, junto a Jim Hall, Dan Gurney, Stirling Moss, Roger Penske, Bruce McLaren y otros campeones de carreras internacionales. El coche era un DNF, por lo que Woods y Devin no llegaron a correr con un auténtico Devin C.
Las mejoras posteriores al motor Corvair de Chevrolet aumentaron la potencia a 90 hp y luego a 102 hp. En abril de 1962, Chevrolet introdujo un motor 150 HP Spyder turboalimentado y puso uno a disposición de Devin. El segundo Devin C completo se mostró en el Salón de Nueva York con frenos de disco Girling deportivos en las cuatro ruedas. Después del certamen, el ahora propietario Pete Woods se llevó el automóvil blanco a Colorado, donde se instaló el nuevo motor turboalimentado cedido por Chevrolet. Luego pilotó el automóvil en el Pikes Peak International Hill Climb de 1962, subió los 5000 pies (1524 m) de desnivel de la prueba y cubrió las doce millas de tierra y grava en un tiempo de 16:12. A continuación, condujo el automóvil hasta su casa de Los Ángeles.
Más tarde, se construyeron unidades con el motor estándar de 164 pulgadas cúbicas (2687 cm³) y 110 hp. Los motores opcionales incluían el nuevo Corsa de 4 carburadores y 140 hp y el Corsa de 180 hp turboalimentado, ambos desplazando 164 pulgadas cúbicas. Aproximadamente 25 Devin Cs fueron construidos por Devin Enterprises entre 1959 y 1965, cuando terminó la producción.

## El Roosevelt-Devin
En 1959, Bill Devin se puso en contacto con el gerente del equipo de carreras de Franklin D. Roosevelt Jr. La relación se estableció a través de un conocido mutuo, Skip Callanan. El equipo de Roosevelt estaba interesado en que Devin Enterprises reelaborara un Fiat-Abarth para convertirlo en un automóvil más liviano y con mejor frenado. También querían tener una manera fácil de cambiar las relaciones de transmisión para adaptarse a diferentes tipos de carreras. 
Se abandonó el bastidor Fiat en favor de un nuevo chasis de retícula espacial construido por Devin, que pesaba tan solo 40 libras (18 kg). Este bastidor reproducía los puntos de anclaje de la suspensión de la unidad original, lo que permitía reutilizar la suspensión delantera y trasera original de Fiat. Esa suspensión utilizaba ballestas transversales con brazos en A y amortiguadores de tubo en la parte delantera y brazos semi-arrastrados con muelles helicoidales y amortiguadores de tubo en la parte trasera. Los frenos de tambor estándar fueron reemplazados por discos Cagle de 12 pulgadas (305 mm). El motor se rotó 180 grados desde su ubicación trasera en el automóvil original, adoptando un diseño de motor central en el Roosevelt-Devin. El transeje del Fiat 600 también recibió un juego de engranajes de cambio rápido Harley Klentz.
La carrocería del Fiat fue reemplazada por una nueva unidad de techo rígido Devin, que también pesaba tan solo 40 lb (18 kg). El automóvil terminado pesaba tan solo 800 lb (363 kg). 

## Devin GT
En 1963, Bill Devin comenzó la construcción del Devin GT Coupe, el último modelo desarrollado por Devin Enterprises. Este grand tourer de techo rígido tenía el mismo chasis y tren propulsor que el Devin C, pero tenía una forma de carrocería significativamente revisada. Los parachoques del automóvil estaban hechos de neopreno y se integraron en la forma de la carrocería. La nueva configuración del cupé tenía un techo fastback, con puertas de tamaño completo que se extendían hacia el techo, ventanas laterales de vidrio, faros más grandes e indicadores de giro reubicados. Este automóvil fue descrito como un deportivo de lujo, y la calidad del acabado y la atención al detalle se enfatizaron en la publicidad, junto con el interior de cuero, las tupidas alfombras y las características de la iluminación interior. Los compradores habrían tenido la posibilidad de personalizar la apariencia de su automóvil durante la construcción. El motor Corvair del GT rendía 110 caballos (82 kW). Combinado con el peso ligero del automóvil, se tradujo en 5 segundos para pasar de 0 a 60 mph, 13 segundos para pasar de 0 a 100 mph, y una velocidad máxima de 120 millas por hora (193 km/h). Los frenos eran de tambor. 
Se planeó exhibir dos coches en el Salón del Automóvil de Nueva York de 1964, pero solo uno se completó a tiempo. El automóvil fue bien recibido, e Imported Cars de Greenwich, Connecticut, hizo un pedido de 60 Devin GT, pero Devin no tenía suficiente respaldo financiero para producir esa cantidad de automóviles terminados en el tiempo requerido por el inversor. El financiero que había contribuido a producir la unidad de exhibición desapareció con el coche. El Devin GT Coupe restante se terminó después de la muerte de Bill en 2000 y se mostró en The Quail, A Motorsports Gathering en 2009.

## Especificaciones
|                         | Devin-Panhard | Devin SS                                    | Devin D                                                                 | Devin C                                                                                       | Roosevelt-Devin                             |
| ----------------------- | --- | ------------------------------------------- | ----------------------------------------------------------------------- | --------------------------------------------------------------------------------------------- | ------------------------------------------- |
| Año(s) de construcción: | 1954 | 1958-1959                                   | 1958-1965                                                               | 1959-1965                                                                                     | 1960                                        |
| Motor:                  | 750 centímetros cúbicos (45,8 plg³)                                                                                     | 283 pulgadas cúbicas (4637,5 cm³)           | 1191 centímetros cúbicos (73 plg³) o 1586 centímetros cúbicos (97 plg³) | 1961-1963: 2369 centímetros cúbicos (145 plg³) 1964-1966: 2679 centímetros cúbicos (163 plg³) | 747 centímetros cúbicos (45,6 plg³)         |
| Motor:                  | Panhard OHV bóxer gemelo. Eje de levas superior simple o doble accionado por correa opcional; sobrealimentador opcional | Chevrolet Corvette OHV V8                   | Volkswagen OHV bóxer (4 cil) Porsche OHV bóxer (4 cil)                  | Chevrolet Corvair OHV bóxer (6 cil)                                                           | Abarth Bialbero DOHC (4 cil)                |
| Caja de cambios:        | Panhard manual de cuatro velocidades                                                                                    | Manual de cuatro velocidades BorgWarner     | Manual de cuatro velocidades de Volkswagen                              | Manual de cuatro velocidades Corvair                                                          | Fiat 600 manual de cuatro velocidades       |
| Chasis:                 | Reticular | Reticular                                   | Reticular                                                               | Reticular                                                                                     | Bastidor espacial                           |
| Suspensión delantera:   | Panhard independiente con ballesta transversal                                                                          | Independiente con muelles helicoidales      | Barra de torsión transversal de Volkswagen y eslabón de arrastre        | Barra de torsión transversal de Volkswagen y eslabón de arrastre                              | Fiat independiente con ballesta transversal |
| Suspensión trasera:     | Panhard semiindependiente con barras de torsión                                                                         | De Dion con muelles helicoidales            | Eje oscilante                                                           | Chevrolet Corvair con eje oscilante                                                           | Eje oscilante con muelles helicoidales      |
| Frenos:                 | Tambor Panhard | Disco Girling                               | Tambor Volkswagen o Porsche                                             | Tambor Chevrolet Corvair en husillos VW delanteros y tambores Corvair traseros                | Disco Cagle en las cuatro ruedas            |
| Peso aproximado:        | 950 libras (431 kg) | 2170 libras (984 kg)                        | 1180 libras (535 kg)                                                    | 1400 libras (635 kg)                                                                          | 800 libras (363 kg)                         |
| Distancia entre ejes:   | 84 pulgadas (2134 mm)                                                                                                   | 92 pulgadas (2337 mm)                       | 82 pulgadas (2083 mm)                                                   | 82 pulgadas (2083 mm)                                                                         | 82 pulgadas (2083 mm)                       |
| Longitud:               | 150 pulgadas (3810 mm)                                                                                                  | 164 pulgadas (4166 mm)                      | 153 pulgadas (3886 mm)                                                  | 150 pulgadas (3810 mm)                                                                        |                                             |
| Altura:                 | 39 pulgadas (991 mm) | 44 pulgadas (1118 mm)                       | 46 pulgadas (1168 mm)                                                   | 44 pulgadas (1118 mm)                                                                         | 44 pulgadas (1118 mm)                       |
| Unidades construidas:   | 6 - 12 | 18 (chasis irlandés), 10 (chasis americano) | 46                                                                      | 25                                                                                            | 1                                           |
| Precio nuevo:           | 2850 $ | 5950 $ (luego 10.000)                       | 2950 a 3350 $, dependiendo de la selección del motor                    | 4500 $                                                                                        |                                             |

## Devins en competición
- En 1956, un Devin-Panhard fue el campeón Nacional Modificado H del Sports Car Club of America (SCCA).[3]
- En 1959, Pete Woods ganó el Campeonato C-Modificado para el Club SCCA de California en un Devin SS.
- Entre 1959 y 1963, los Devin SS obtuvieron 7 victorias de clase en circuitos de carreras.[28]
- Entre 1958 y 1963, distintos Especiales de Devin obtuvieron 8 victorias, 6 segundos lugares y 13 terceros puestos, con 12 victorias de clase en circuitos de carreras.[29]
- En 1964, 1965 y 1966, el Devin "Trouble Maker", impulsado por un motor Chevrolet pilotado por Joe Lunati, ganó el título de clase de gas AM/SP en los NHRA Nationals en el Indianapolis Raceway Park, así como el Street Eliminator en la fórmula Indy en 1964 y 1966.[30]

## Lecturas relacionadas
- Gunnell, John (2002). Standard Catalog of American Cars 1946–1975. Krause Publications, Inc. ISBN 978-0873494618.  Gunnell, John (2002). Standard Catalog of American Cars 1946–1975. Krause Publications, Inc. ISBN 978-0873494618.  Gunnell, John (2002). Standard Catalog of American Cars 1946–1975. Krause Publications, Inc. ISBN 978-0873494618.
- Evans, Art (2009). Devin The Man and his Cars (1st edición). Photo Data Research. ISBN 978-0979721922.  Evans, Art (2009). Devin The Man and his Cars (1st edición). Photo Data Research. ISBN 978-0979721922.  Evans, Art (2009). Devin The Man and his Cars (1st edición). Photo Data Research. ISBN 978-0979721922.
- Taylor, Rich (May 1979). The American Sports-Racer-From Kurtis to Cobra. McGraw-Hill/TAB Electronics. ISBN 978-0830698820.  Taylor, Rich (May 1979). The American Sports-Racer-From Kurtis to Cobra. McGraw-Hill/TAB Electronics. ISBN 978-0830698820.  Taylor, Rich (May 1979). The American Sports-Racer-From Kurtis to Cobra. McGraw-Hill/TAB Electronics. ISBN 978-0830698820.
- Sports Cars Illustrated, mayo de 1957
- Hot Rod, julio de 1959
- Sports Cars Illustrated, julio de 1959
- Road & Track, julio de 1959
- Especiales de autos deportivos, Trend Book, No. 196
- Road & Track, febrero de 1960
- Sports Car Graphic, mayo / junio de 1960
- Sports Car Graphic, mayo de 1961
- Car and Driver, julio de 1961
- Sports Car Graphic, noviembre de 1962
- Petersen's Sports Car Classics, No. 2, 1982
- Automobile Quarterly, vol. 23, núm. 3, 1985
- Kit Car, julio de 1986
- Kit Car Illustrated, octubre de 1987
- Kit Car, mayo de 1989
- Classic and Sports Car, marzo de 1991
- Vintage Motorsport, marzo/abril de 1991
- Road & Track, agosto de 1991
- Thoroughbred and Classic Cars, noviembre de 1999